# 趙士登
趙士登（1552年—1609年），字應庸，號中宇，直隸寧國府涇縣人，民籍，明朝政治人物。

## 生平
隆庆四年（1570年）庚午科應天府鄉試第七十七名，萬曆八年（1580年）庚辰科會試第二十六名，登三甲第一百一十四名進士。刑部觀政，本年授武昌知县，九年调繁黄冈县，十四年行取，十月选授浙江道御史，十五年差巡按贵州，十七年丁憂归乡。二十一年七月复除浙江道御史，差巡按江西，二十四年巡按顺天，二十六年五月掌河南道，管二十七年京察，二十七年刷卷京畿道，本年九月升大理寺左寺丞，三十一年三月升右少卿，十月转左少卿，本年升左佥都御史，三十五年六月升南京吏部右侍郎，三十七年十月卒于家，四十一年赠都察院右都御史。

## 家族
曾祖趙定；祖父趙然；父趙游。母左氏。